# جماعة التوحيد الوطنية
جماعة التوحيد الوطنية هي جماعة جهادية سريلانكية متورطة في تفجيرات سريلانكا خلال عيد القيامة في عام 2019. ويُعتقد أن لها علاقات مع تنظيم الدولة الإسلامية (داعش). في 27 أبريل من عام 2019 فام مايتريبالا سيريسينا رئيس سريلانكا بحظر جماعة التوحيد الوطنية ووصفها بأنها منظمة إرهابية وكذلك منظمة جامياثول ميلاثو إبراهيم.

## أهداف
وفقاً لصحيفة "نيويورك تايمز تروج الجماعة "للإيديولوجية الإسلامية". وقال مدير المركز الدولي لدراسة التطرف العنيف أنَّ الجماعة "تهدف إلى نشر الحركة الجهادية العالمية إلى سريلانكا وخلق الكراهية والخوف والانقسامات في المجتمع".

## تاريخ
يُعتقد أن جماعة التوحيد الوطنية قد انفصلت عن جماعة التوحيد السريلانكية، وهي أيضاً منظمة إسلامية متشددة، في أو قريب من عام 2016. وتمت إدانة قيادة جماعة التوحيد الوطنية من قبل العديد من المنظمات الإسلامية السريلانكية في عام 2016 لدعوتها تلقين الأصولية المتطرفة للأطفال، وللاشتباكات مع الرهبان البوذيين. وتم إلقاء القبض على أحد القادة، وهو عبد الرازق، لتحريضه على العنصرية.
في عام 2018، ارتبطت جماعة التوحيد الوطنية بتخريب التماثيل البوذية في أعقاب أعمال الشغب المعادية للمسلمين في سريلانكا. وأبرزت دعاية المجموعة العنف ضد المسلمين في بورما وسريلانكا والهند ودول أخرى.
يعتقد أنّ مولوي زهران هاشم، وهو إمام إسلامي متشدد، أنه العقل المدبر وراء تفجيرات سريلانكا، وكان يقوم بالوعظ على حساب فيسبوك من خلاله أبدى تأييده لتنظيم الدولة الإسلامية (داعش) السريلانكي، والمعروف باسم «الغرابة»، وعلى موقع يوتيوب.

### تفجيرات عيد القيامة
أُبلغ عن جماعة التوحيد الوطنية لأول مرة من قبل قوات الشرطة السريلانكية عندما أرسل ضابط شرطة إعلاناً إلى السلطات يحذر فيه من هجوم محتمل على الكنائس قبل 10 أيام من تفجيرات عيد القيامة في 21 أبريل من عام 2019. وأشار التقرير أنّ «جماعة التوحيد الوطنية تخطط لتنفيذ هجمات انتحارية تستهدف الكنائس البارزة وكذلك المفوضية العليا الهندية في كولومبو». وأشار رئيس الوزراء رانيل ويكريمسينغه إلى أن المسؤولين الحكوميين لم يتلقوا المشورة وأنهم«سيبحثون في سبب عدم اتخاذ الاحتياطات الكافية».
بعد الهجمات، أكد وزير الصحة راجيثا سيناراتني في مؤتمر صحفي في 22 أبريل من عام 2019 أنَّ جميع الانتحاريين السبعة في الهجمات شبه المتزامنة كانوا من مواطني سريلانكا ومُرتبطين بجماعة التوحيد الوطنية، لكنه قال إنه يشتبه في وجود صلات أجنبية. وفي وقت سابق ألقى مسؤولون باللوم على الجماعة الإسلامية المحلية «التوحيد الوطنية»، لكن مراسل الجزيرة سامر علاوي قال أن السلطات نفت اتهامها رسمياً لتلك الجماعة بالمسؤولية. وأعلنت تنظيم الدولة الإسلامية (داعش) مسؤوليتها عن الهجمات، وجاء في بيان التنظيم أنّ «منفذي الهجوم الذي استهدف رعايا دول التحالف والنصارى في سريلانكا من مقاتلي الدولة الإسلامية».

## العلاقات الخارجية
تعهدت جماعة التوحيد الوطنية بتوفير العناية لتنظيم الدولة الإسلامية (داعش)، والذي نشر شريط فيديو بعد الهجمات من خلال وكالة أعماق الإخبارية الخاصة به والتي أظهرت ثمانية رجال يعلنون ولائهم لزعيمها، أبو بكر البغدادي، تحت راية تنظيم الدولة الإسلامية الأسود.
وفقا لوزير دفاع الدولة روان فيجواردين، يُعتقد أن المنظمة لها علاقات وثيقة مع جماعة المجاهدين في الهند، الوحدة الهندية لجماعة المجاهدين في بنغلاديش.
ويعتقد أن جماعة التوحيد الوطنية قد تلقت التمويل من كيانات أجنبية لبناء مساجدها، ونشرت وسائل الإعلام السريلانكية نقلاً عن صحيفة لبنانية وثيقة مسربة من السعودية أرسلتها إلى السفير السعودي في سريلانكا قبل 5 أيام من الهجوم. يرشد المستند لإزالة جميع المعلومات المتعلقة بالعلاقات مع المجموعات الأجنبية والمحلية. رفض السعوديون المزاعم وانتقدوا الحكومة السريلانكية لأنها سمحت لوسائل الإعلام الحكومية بنشر الوثيقة. ادعى الأمين العام للحزب الحرية السريلانكي، دياسيري جاسيكارا، وهو يتحدث إلى وسائل الإعلام، أن هناك «أدلة دامغة» لإثبات أن المتطرفين الدينيين في المملكة العربية السعودية وقطر يمولون المتطرفين الإسلاميين في سريلانكا وطالب من الحكومة السعودية والقطرية اتخاذ إجراءات ضد هؤلاء المجموعات.